# Miloud Rebiaï
Miloud Rebiaï (en arabe : ميلود ربيعي) est un footballeur algérien né le 12 décembre 1993 à Tlemcen. Il évolue au poste de défenseur au CS Constantine.

## Biographie

### En club
Il évolue en première division algérienne avec les clubs du WA Tlemcen, de l'ES Sétif et du MC Alger.
Le 24 mars 2012, Rebiaï fait ses débuts professionnels en faveur du WA Tlemcen, en entrant en jeu en fin de match contre le MC Saïda (défaite 1-0).
Le 11 octobre 2018, il se met en évidence en étant l'auteur d'un doublé en championnat, lors de la réception du CS Constantine, permettant à son équipe de l'emporter 2-0.
Il participe à la Ligue des champions d'Afrique en 2016 et 2018 avec l'ES Sétif. Il est demi-finaliste de cette compétition en 2018, en étant éliminé par le club égyptien d'Al Ahly. Il participe ensuite de nouveau à cette compétition lors de la saison 2020-2021 avec le MC Alger. Le 28 novembre 2020, il marque un but contre le club béninois des Buffles du Borgou.

### En équipe nationale
En 2015, il dispute avec les moins de 23 ans la Coupe d'Afrique des nations des moins de 23 ans qui se déroule au Sénégal. Lors de cette compétition, il ne joue qu'une seule rencontre, la demi-finale remportée face à l'Afrique du Sud. L'Algérie s'incline en finale face au Nigeria, avec Rebiaï sur le banc.
Cette place de finaliste lui permet de participer l'année suivante aux Jeux olympiques d'été organisés au Brésil. Lors du tournoi olympique, il ne joue qu'un seul match, contre le Portugal. Avec un bilan d'un nul et deux défaites, l'Algérie ne dépasse pas le premier tour du tournoi.

## Statistiques

### En club
| Saison                | Club                  | Championnat           | Championnat | Championnat | Championnat | Coupe(s) nationale(s) | Coupe(s) nationale(s) | Coupe(s) nationale(s) | Supercoupe | Supercoupe | Supercoupe | Compétition(s) continentale(s) | Compétition(s) continentale(s) | Compétition(s) continentale(s) | Compétition(s) continentale(s) | Autres compétitions | Autres compétitions | Autres compétitions | Autres compétitions | Total | Total | Total |
| Saison                | Club                  | Division              | M.          | B.          | P.d.        | M.                    | B.                    | P.d.                  | M.         | B.         | P.d.       | Comp.                          | M.                             | B.                             | P.d.                           | Comp.               | M.                  | B.                  | P.d.                | M.    | B.    | P.d.  |
| 2011-2012             | WA Tlemcen            | Ligue 1               | 1           | 0           | 0           | -                     | -                     | -                     | -          | -          | -          | -                              | -                              | -                              | -                              | -                   | -                   | -                   | -                   | 1     | 0     | 0     |
| 2012-2013             | WA Tlemcen            | Ligue 1               | 2           | 0           | 0           | -                     | -                     | -                     | -          | -          | -          | -                              | -                              | -                              | -                              | -                   | -                   | -                   | -                   | 2     | 0     | 0     |
| 2013-2014             | WA Tlemcen            | Ligue 2               | 10          | 0           | 0           | -                     | -                     | -                     | -          | -          | -          | -                              | -                              | -                              | -                              | -                   | -                   | -                   | -                   | 10    | 0     | 0     |
| 2014-2015             | WA Tlemcen            | Ligue 2               | 26          | 2           | 0           | -                     | -                     | -                     | -          | -          | -          | -                              | -                              | -                              | -                              | -                   | -                   | -                   | -                   | 26    | 2     | 0     |
| Sous-total            | Sous-total            | Sous-total            | 39          | 2           | 0           | -                     | -                     | -                     | -          | -          | -          | -                              | -                              | -                              | -                              | -                   | -                   | -                   | -                   | 39    | 2     | 0     |
| 2015-2016             | ES Sétif              | Ligue 1               | 12          | 0           | 2           | -                     | -                     | -                     | -          | -          | -          | C1                             | 3                              | 0                              | 0                              | -                   | -                   | -                   | -                   | 15    | 0     | 2     |
| 2016-2017             | ES Sétif              | Ligue 1               | 18          | 1           | 0           | 6                     | 0                     | 2                     | -          | -          | -          | -                              | -                              | -                              | -                              | -                   | -                   | -                   | -                   | 24    | 1     | 2     |
| 2017-2018             | ES Sétif              | Ligue 1               | 25          | 2           | 5           | 2                     | 0                     | 0                     | 1          | 0          | 0          | -                              | -                              | -                              | -                              | -                   | -                   | -                   | -                   | 28    | 2     | 5     |
| 2018-2019             | ES Sétif              | Ligue 1               | 23          | 3           | 2           | 7                     | 0                     | 0                     | -          | -          | -          | C1                             | 14                             | 1                              | 0                              | -                   | -                   | -                   | -                   | 44    | 4     | 2     |
| Sous-total            | Sous-total            | Sous-total            | 78          | 6           | 9           | 15                    | 0                     | 2                     | 1          | 0          | 0          | -                              | 17                             | 1                              | 0                              | -                   | -                   | -                   | -                   | 111   | 7     | 11    |
| 2019-2020             | MC Alger              | Ligue 1               | 11          | 0           | 0           | 1                     | 0                     | 0                     | -          | -          | -          | -                              | -                              | -                              | -                              | UAFA                | 2                   | 0                   | 0                   | 14    | 0     | 0     |
| 2020-2021             | MC Alger              | Ligue 1               | 27          | 0           | 4           | 1                     | 0                     | 0                     | -          | -          | -          | C1                             | 10                             | 2                              | 0                              | -                   | -                   | -                   | -                   | 38    | 2     | 4     |
| 2021-2022             | MC Alger              | Ligue 1               | 23          | 2           | 1           | -                     | -                     | -                     | -          | -          | -          | -                              | -                              | -                              | -                              | -                   | -                   | -                   | -                   | 23    | 2     | 1     |
| Sous-total            | Sous-total            | Sous-total            | 61          | 2           | 5           | 2                     | 0                     | 0                     | -          | -          | -          | -                              | 10                             | 2                              | 0                              | -                   | 2                   | 0                   | 0                   | 75    | 4     | 5     |
| 2022-2023             | CR Belouizdad         | Ligue 1               | 14          | 0           | 0           | 3                     | 1                     | 0                     | -          | -          | -          | C1                             | 9                              | 2                              | 0                              | -                   | -                   | -                   | -                   | 26    | 3     | 0     |
| 2023-2024             | CR Belouizdad         | Ligue 1               | -           | -           | -           | -                     | -                     | -                     | -          | -          | -          | C1                             | -                              | -                              | -                              | UAFA                | 3                   | 0                   | 0                   | 3     | 0     | 0     |
| Sous-total            | Sous-total            | Sous-total            | 14          | 0           | 0           | 3                     | 1                     | 0                     | -          | -          | -          | -                              | 9                              | 2                              | 0                              | -                   | 3                   | 0                   | 0                   | 29    | 3     | 0     |
| 2023-2024             | CS Constantine        | Ligue 1               | 17          | 3           | 0           | 4                     | 0                     | 0                     | -          | -          | -          | C1                             | -                              | -                              | -                              | -                   | -                   | -                   | -                   | 21    | 3     | 0     |
| 2024-2025             | CS Constantine        | Ligue 1               | 17          | 0           | 0           | 1                     | 0                     | 0                     | -          | -          | -          | C2                             | 10                             | 1                              | 0                              | -                   | -                   | -                   | -                   | 28    | 1     | 0     |
| Sous-total            | Sous-total            | Sous-total            | 34          | 3           | 0           | 5                     | 0                     | 0                     | -          | -          | -          | -                              | 10                             | 1                              | 0                              | -                   | -                   | -                   | -                   | 49    | 4     | 0     |
| Total sur la carrière | Total sur la carrière | Total sur la carrière | 226         | 13          | 15          | 24                    | 1                     | 2                     | 1          | 0          | 0          | -                              | 44                             | 6                              | 0                              | -                   | 5                   | 0                   | 0                   | 300   | 20    | 17    |

## Palmarès
| ES Sétif - Championnat d'Algérie (1) : - Champion : 2016-17. - Coupe d'Algérie : - Finaliste : 2016-17. - Supercoupe d'Algérie (1) : - Vainqueur : 2017. |  | Algérie olympique - Coupe d'Afrique des nations -23 ans : - Finaliste : 2015. |